# Другая страна
«Другая страна» (англ. Another Country) — британский драматический фильм 1984 года.

## Сюжет
«Другая страна» с первых кадров производит впечатление традиционного фильма о представителях высших слоёв британского общества, любящих и страдающих в своих белых костюмах безупречного покроя.
Режиссёр Марек Каниевски усиливает эти ожидания зрителя, демонстрируя панорамы британского сельского пейзажа, юношей в белоснежных одеждах, играющих в крикет на безукоризненно подстриженных зелёных лужайках, собрание представителей великосветского общества на открытом воздухе — и в то же время безжалостно разоблачает все претензии этого привилегированного мира и показывает жестокую и феодальную природу того общества, которое его породило.
Жёсткая иерархия, существующая в частных школах, где младшие ученики вынуждены годами пребывать в рабском подчинении у старших, чтобы в свою очередь добиться привилегий и достичь определённого ранга в последних классах, представлена здесь как миниатюрная модель того мира, который ждёт их за стенами школы.
Роман Беннетта и Харкурта разворачивается на фоне тех же идиллических декораций школьного пейзажа, с томными взглядами, романтическими ужинами и плаванием на лодке при лунном свете. Поскольку изображение этого Эдема в фильме представляется всего лишь внешней стороной, скрывающей жестокое общество, трудно принять очевидно искреннюю попытку представить этот роман всего лишь воплощением недосягаемой мечты.
Подавляющая атмосфера 1930-х годов ощущается по всему ходу действия фильма. Привилегированное общество больше никогда не будет иметь настолько беззаботной жизни. Один из этих мальчиков, как мы уже знаем, станет предателем, и мы понимаем, что многим из них суждено будет погибнуть во Второй мировой войне. И известие о том, что Томми Джадд был убит во время гражданской войны в Испании, тоже в какой-то мере ожидаемо. Тем не менее, всеобъемлющая атмосфера печали, которой пронизан фильм, не поддаётся однозначной трактовке.

## В ролях
- Руперт Эверетт — Гай Беннет
- Колин Фёрт — Томми Джадд
- Майкл Дженн — Барклай
- Роберт Эдди — Делейи
- Руперт Вайнрайт — Дональд Девеншем
- Тристан Оливер — Фоулер
- Кэри Элвес — Джеймс Харкурт
- Гай Генри — Головастик
- Николас Роу — Спунгин

## Награды и номинации
Каннский кинофестиваль 1984
- Золотая пальмовая ветвь: номинация
- Приз за художественный вклад оператору Питеру Бижу[1][2]

BAFTA 1985
- Самый многообещающий дебютант, исполнивший главную роль (Руперт Эверетт): номинация
- Лучший адаптированный сценарий (Джулиан Митчелл): номинация
- Лучший монтаж (Джерри Хэмблинг): номинация